# Mimitoss et Aéromite
Mimitoss (コンパン, Kongpang, dans les versions originales en japonais) et son évolution Aéromite (モルフォン, Morphon) sont deux espèces de Pokémon de première génération.
Issus de la célèbre franchise de médias créée par Satoshi Tajiri, ils apparaissent dans une collection de jeux vidéo et de cartes, dans une série d'animation, plusieurs films, et d'autres produits dérivés. Leur première apparition a lieu au Japon en 1996, dans les jeux vidéo Pokémon Vert et Pokémon Rouge. Ces deux Pokémon sont tous du double type insecte et poison et occupent respectivement les 48e et 49e emplacements du Pokédex, l'encyclopédie fictive recensant les différentes espèces de Pokémon.

## Création

### Conception graphique
Comme la plupart des autres Pokémon, la création de Mimitoss et Aéromite a été l’œuvre de l’équipe de développement des personnages au sein du studio Game Freak ; leur apparence a été finalisée par Ken Sugimori.
NIntendo et Game Freak n'ont pas évoqué les sources d'inspiration de ces Pokémon. Néanmoins, certains fans avancent qu'Aéromite pourrait être basé sur l'apparence d'une mite.

### Étymologie
Nintendo a décidé de donner aux espèces Pokémon des noms « astucieux et descriptifs », liés à l'apparence ou aux pouvoirs des créatures, lors de la traduction du jeu pour le public occidental. Il s'agit d'un moyen de rendre les personnages plus compréhensibles pour les enfants, notamment américains. À l'origine, Mimitoss et Aéromite sont nommés respectivement Kongpang (コンパン, Konpan) et Morphon (モルフォン, Morufon) en japonais.

## Description
Ces deux Pokémon sont l'évolution l'un de l'autre : Mimitoss évolue en Aéromite. Dans les jeux vidéo, cette évolution survient en atteignant le niveau 31.
Comme pratiquement tous les Pokémon, ils ne peuvent pas parler : lors de leurs apparitions dans les jeux vidéo tout comme dans la série d'animation, ils sont seulement capables de communiquer verbalement en répétant les syllabes de leur nom d'espèce en utilisant différents accents, différentes tonalités, et en rajoutant du langage corporel.

### Mimitoss
Mimitoss est un Pokémon de type Insecte/Poison. Il évolue en Aéromite en passant au niveau 31.

### Aéromite
Aéromite vient de la racine grecque « aéro » (Aêr, Aeros) qui signifie « air », et par dérivation peut signifier volant ; et de mite qui est probablement l'insecte inspirant ce Pokémon.
C'est une grande créature ailée, ressemblant à une mite. Elle a une couleur violet clair, avec de grandes ailes violettes mi-transparentes plus grandes que son propre corps. Les motifs ocres les ornant changent par ailleurs en fonction de son type de poison. Sa tête est ornée de trois piques adhérant complètement au reste de son visage, la pique du milieu étant plus grande que les deux autres. Son abdomen ressemble à un cocon, de couleur beige clair et aux contours en dents de scie. Ses grands yeux bleus sortent légèrement de sa tête, et se trouvent plus écartés que des yeux humains. Ce Pokémon se déplace en volant puisqu'il ne possède pas de pieds, mais il a tout de même six petites pattes alignées trois à trois sur le thorax.
Aéromite affectionne particulièrement les forêts, qu'elles soient tempérées, tropicales ou marécageuses. Lorsqu'il vole, une poudre toxique invisible tombe de ses ailes. Ce Pokémon est hautement toxique, car il combine de la Poudre toxik avec une attaque Tornade, ce qui a pour effet de la propager partout.

## Apparitions

### Jeux vidéo
Mimitoss et Aéromite apparaissent dans la série de jeux vidéo Pokémon. D'abord en japonais, puis traduits en plusieurs autres langues, ces jeux ont été vendus à près de 200 millions d'exemplaires à travers le monde.

### Série télévisée et films
La série télévisée Pokémon ainsi que les films sont des aventures séparées de la plupart des autres versions de Pokémon et mettent en scène Sacha en tant que personnage principal. Sacha et ses compagnons voyagent à travers le monde Pokémon en combattant d'autres dresseurs Pokémon. Mimitoss a une place importante à l'arène de Parmanie, car le champion de l'arène de cette ville (Koga) et sa sœur (Aya) en possèdent un chacun et celui de Koga évolue en Aéromite en affrontant Sacha. L'autre apparition majeure de Mimitoss est celui de Jacky lors de la saison 2.